# Törőcsik Ferenc
Törőcsik Ferenc (Kiskunfélegyháza, 1934. szeptember 28. – 2022. július 11.) magyar labdarúgó, hátvéd. A sportsajtóban Törőcsik II néven volt ismert.

## Pályafutása
1957 és 1960 között a Bp. Honvéd labdarúgója volt. 1957. március 17-én mutatkozott be az élvonalban a Pécsi Dózsa ellen, ahol csapata 1–0-s vereséget szenvedett. A Honvéddal egy bajnoki ezüst- és bronzérmet szerzett. 1961 és 1969 között a Tatabánya Bányász játékosa volt. Itt tagja volt az 1964-ben bajnoki bronzérmet szerzett csapatnak. Az élvonalban 211 bajnoki mérkőzésen egy gólt szerzett.

## Sikerei, díjai
- Magyar bajnokság
  - 2.: 1957–58
  - 3.: 1958–59, 1964